# バレエマスター

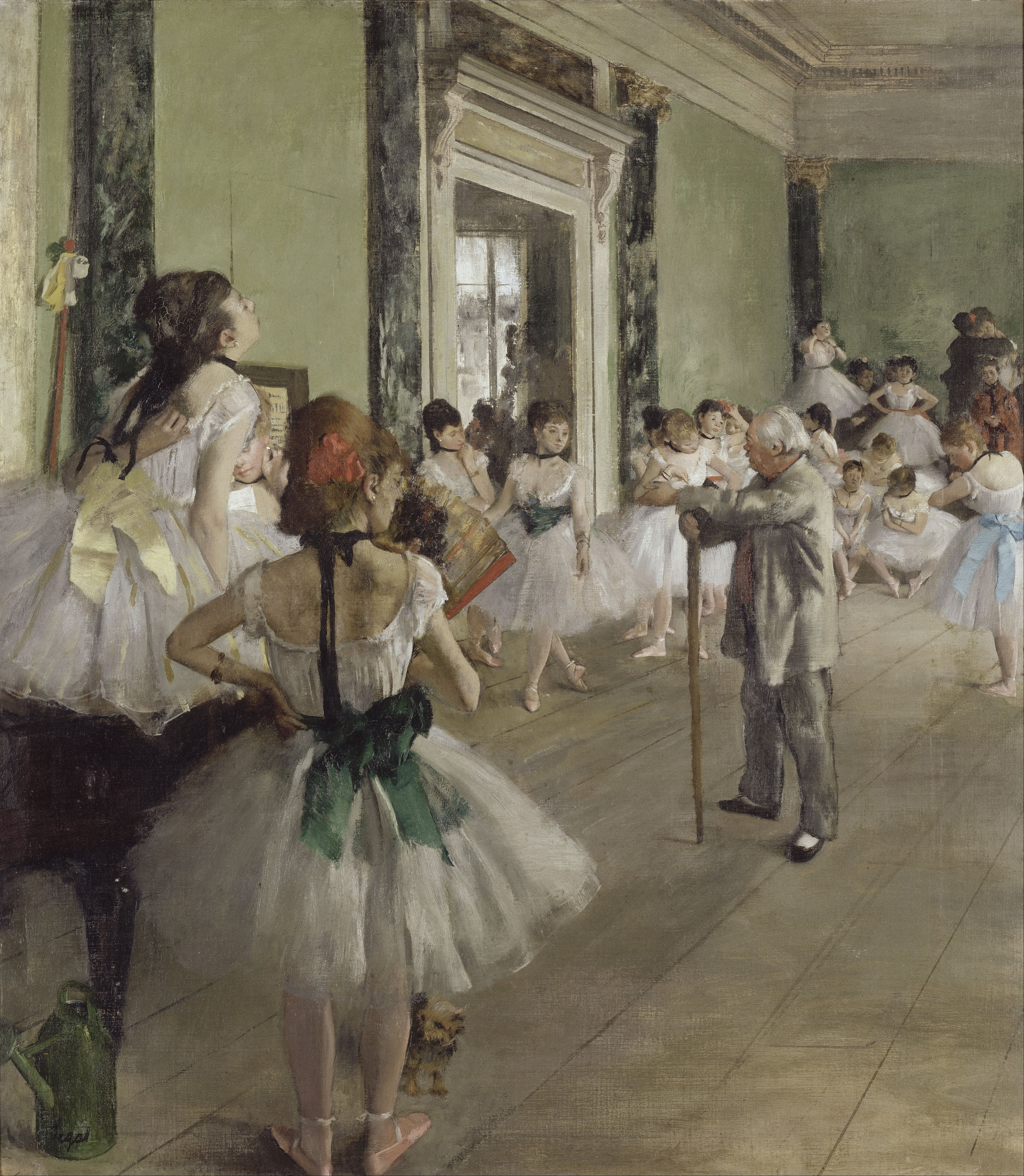
ガルニエ宮でリハーサルの指導をするバレエマスターのジュール・ペロー（エドガー・ドガ画、1875年）

バレエマスター（Bellet master、Balletmasterとも綴る）、女性の場合はバレエミストレス（Ballet mistress）とは、バレエ団の役職の一つで、所属ダンサーのダンス技術水準に責任を持つ者を指す。より古風にはプルミエ・メートル・ド・バレエ（Premier maître de ballet）あるいはプルミエ・メートル・ド・バレエ・アン・シェフ（Premier maître de ballet en chef）という。現代においては、バレエ団において日常のクラスレッスンで教育を行う他、既に定着したレパートリーのみならず新作についてリハーサルを行うことに責任を持つ。男女の別を問わず、バレエ団の芸術監督をバレエマスターと呼ぶこともある。バレエマスターに限らず、バレエ団や演劇界で伝統的に使われてきた性別を含む用語は、性別によらないジェンダー中立な語に置き換えられるつつある。

## 歴史
バレエの歴史における最初の数世紀、すなわち18世紀から20世紀初頭にかけて、首席バレエマスターという地位は、プルミエ・メートル・ド・バレエ・アン・シェフ、あるいはより単純にメートル・ド・バレエと呼ばれ、バレエ団の責任者であり、かつ首席振付家と芸術監督を兼ねる役職であった。その職責には、バレエ作品の制作やオペラでのダンス、バレエ音楽の委嘱やダンサーの指導、さらには所望のバレエスタイルの確立までが含まれていた。首席バレエマスターは、劇場の芸術監督を担うこともあった。20世紀初頭、特にバレエ・リュス解散後にはバレエ団のトップは芸術監督となり、「首席バレエマスター」という役職はかつて次席バレエマスターと呼ばれていた首席指導者あるいは芸術助監督のことを指すようになっている。

## 著名なバレエマスター
- ピエール・ボーシャン：1673年から1687年までフランス王立音楽アカデミー・バレエ（現パリ・オペラ座バレエ）の初代バレエマスターを務め、モリエールやジャン＝バティスト・リュリと共にコメディ・バレエを創始した他、バレエにおける足のポジションを確立し、ダンス記譜法を考案した。
- ジャン＝バティスト・ランデ：1733年から1747年までロシアでバレエマスターを務め、現在のマリインスキー・バレエの父と呼ばれる。
- ジャン＝ジョルジュ・ノヴェール：1760年から1767年にかけてヴュルテンベルク宮廷バレエ（現在のシュトゥットガルト・バレエ）、1768年から1775年にかけてウィーン帝立宮廷歌劇場バレエ、1776年から1781年にかけてフランス王立音楽アカデミー・バレエでバレエマスターを務めた他、1758年から1760年にかけて『舞踊とバレエについての手紙』を執筆した。19世紀の物語バレエに連なるバレエ・ダクシオンを創始した人物とされる。
- ルイ・ガロディエ：1773年から1803年にかけてスウェーデンでバレエマスターを務め、スウェーデン王立バレエの父と呼ばれる。
- ジャン・ドーベルヴァル：1781年から1783年にかけてフランス王立音楽アカデミー・バレエのバレエマスターを務め、コメディ・バレエの父とされる。
- ピエール＝ガブリエル・ガルデル：1787年から1820年にかけて、フランス王立音楽アカデミー・バレエのバレエマスターを務めた。ノヴェールの跡を継いで19世紀初頭にバレエ・ダクシオンを守った人物とされる。
- サルヴァトーレ・ヴィガーノ：1799年から1803年にかけてウィーン帝立宮廷歌劇場バレエ、1811年から1821年にかけてミラノ・スカラ座バレエでバレエマスターを務めた。コレオドラマという舞台形式の祖とされる。
- フィリッポ・タリオーニ：1803年から1804年と1817年から1818年にかけて、スウェーデン王立バレエでバレエマスターを務めた。イタリア生まれでイタリアでダンス教育を受け、バレエ教師・振付家としても有名である。ロマンティック・バレエの祖とされる。マリー・タリオーニは娘であり、厳しい指導を施してバレエダンサーとして大成させた。
- ジャン・コラーリ：1831年から1850年にかけてフランス王立音楽アカデミー・バレエのバレエマスターを務めた。
- カルロ・ブラジス：1838年から1853年にかけて、ミラノ・スカラ座バレエ学校のバレエマスターを務めた。1820年に上梓した『舞踊芸術の基礎・理論・実践』は史上初の完成されたバレエ理論書とされる。
- ジョゼフ・マジリエ：1853年から1859年にかけてパリ・オペラ座バレエ、1866年から1867年にかけてブリュッセルの王立モネ劇場でバレエマスターを務める。マジリエの作品は、フランス第二帝政の終わりとともにヨーロッパにおけるバレエの中心がパリからサンクトペテルブルクに移ってゆく時代の流れの目撃者であった。
- オーギュスト・ブルノンヴィル：1828年から1879年まで半世紀にわたりデンマーク王立バレエのバレエマスターを務め、デンマークで最も多作な振付家としても知られる。こんにちブルノンヴィル・メソッドと呼ばれるバレエ教授法を確立した。
- パウル・タリオーニ：ハー・マジェスティーズ劇場バレエにおいて、1847年から1848年まで次席バレエマスター、1849年から1851年にかけて首席バレエマスターを務めた他、1852年から1866年にかけてベルリンの宮廷オペラ・バレエの首席バレエマスターを務めた。
- ジュール・ペロー：1843年から1848年までハー・マジェスティーズ劇場バレエの首席バレエマスターを務めた後ロシアに渡り、1849年から1859年までロシア帝室マリインスキー劇場のバレエマスターを務めた。
- クリスティアン・ヨハンソン：1880年から1890年にかけて、ロシア帝室バレエで首席指導者（コーチ担当バレエマスター）を務め、特に男性ダンサーを指導した。
- マリウス・プティパ：ロシア帝室マリインスキー劇場において、1862年から1871年まで次席バレエマスター、1871年から1903年にかけて首席バレエマスターを務めた。古典作品の名作を多数振り付け、クラシック・バレエの父と呼ばれる。
- アルテュール・サン＝レオン：1850年から1853年にかけてパリ・オペラ座バレエでバレエマスターを務めた後、1859年から1869年までロシア帝室マリインスキーで首席バレエマスターとして活躍した。
- レフ・イワノフ：1885年から1901年にかけて、ロシア帝室マリインスキー劇場の次席バレエマスターとしてプティパの助手を務めた。
- エンリコ・チェケッティ：1910年にバレエ・リュスのバレエマスターを務めた。
- ニコライ・レガート：ロシアのバレエマスター。
- アグリッピナ・ワガノワ：1931年から1937年まで、キーロフ・バレエのバレエミストレスを務めた。バレエ教授法の1つ、ワガノワ・メソッドの創始者として有名。
- ミハイル・フォーキン：1904年から1909年までマリインスキー・バレエのバレエマスターを務め、1909年から1923年までバレエ・リュスの振付家として活躍。1925年にはデンマーク王立バレエのバレエマスターを務めた。
- ジョージ・バランシン：1930年から1931年までデンマーク王立バレエのバレエマスターを務めた。その後渡米し、1949年から1982年までニューヨーク・シティ・バレエ団の振付家兼芸術監督を務めた。
- フレデリック・アシュトン：1963年から1970年までロイヤル・バレエ団のバレエマスター兼芸術監督、常任振付家を務めた。
- セルジュ・リファール：1930年から1944年までと1947年から1958年までの2度、パリ・オペラ座バレエのバレエマスターを務めた。新古典様式の先駆者の1人である。
- アレクサンドル・イヴァノヴィチ・プーシキン：バレエマスターとして、ミハイル・バリシニコフやルドルフ・ヌレエフを育てた。
- マリア・デ・アヴィラ：サラゴサ・バレエのバレエマスター。
- ローラン・プティ：1972年から1998年までマルセイユ国立バレエ団のバレエマスター・芸術監督を務めた。
- モーリス・ベジャール：1959年から1987年まで王立モネ劇場でバレエマスターを務め、ベルギー国立20世紀バレエ団を創設した。その後1987年にスイスでベジャール・バレエ・ローザンヌを立ち上げ、2007年に亡くなるまで同団を率いた。
- ケネス・マクミラン：1966年から1969年までベルリン・ドイツ・オペラでバレエマスターを務めた。1970年にロイヤル・バレエ団に復帰し、1977年までバレエマスター兼芸術監督、常任振付家を務めた。
- ヴェラ・シュヴェツォヴァ：ベラルーシのミンスク国立バレエ・振付学校のバレエマスター
- ルドルフ・ヌレエフ：ソ連生まれのダンサー・振付家。1960年に西側に亡命し、マーゴ・フォンテインとのパートナーシップは伝説とも言われる。1983年から1992年までパリ・オペラ座バレエのバレエマスター兼芸術監督を務めた。
- アンソニー・ダウエル：1986年から2001年まで、ロイヤル・バレエ団のバレエマスター兼芸術監督を務めた。
- ジョン・ノイマイヤー：1973年からハンブルク・バレエのバレエマスターを務める。振付家としても有名。
- ローラン・イレール：2005年からパリ・オペラ座バレエのバレエマスターを務める。

## ギャラリー

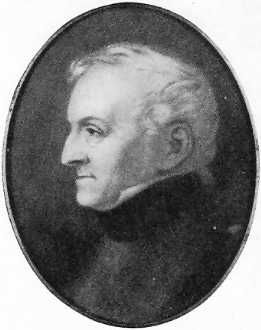
フィリッポ・タリオーニ（1820年頃）
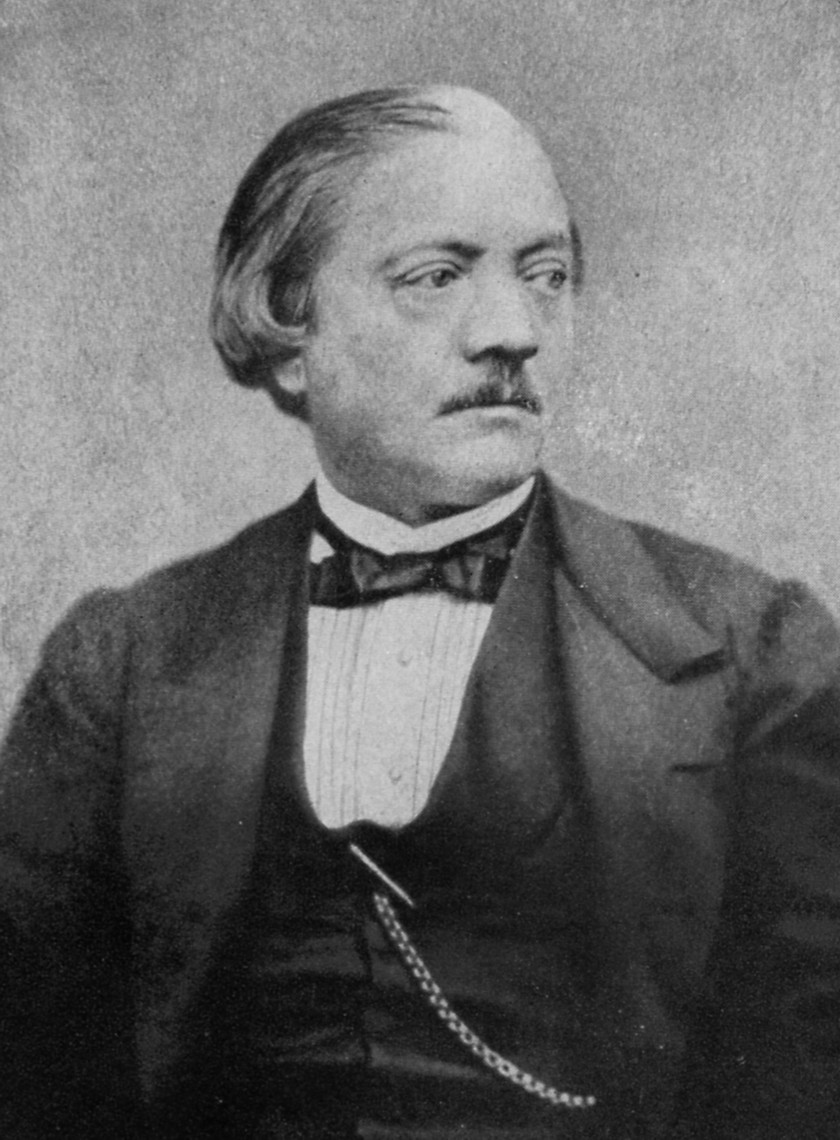
ジュール・ペロー（1850年頃）
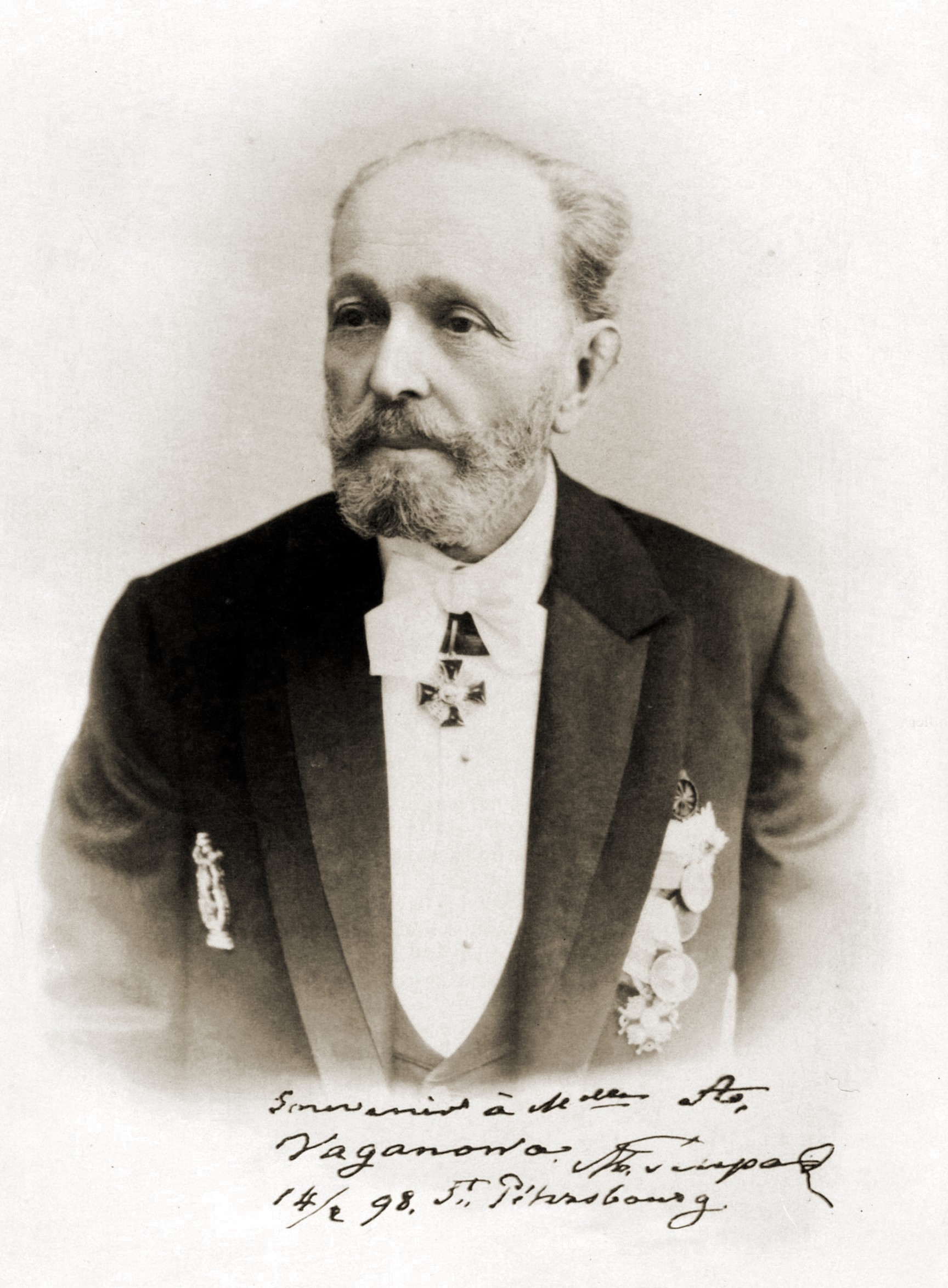
マリウス・プティパ
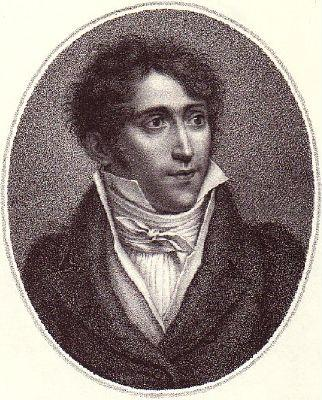
ジャン・コラーリ（1810年頃。「ジゼル」の振付で著名）
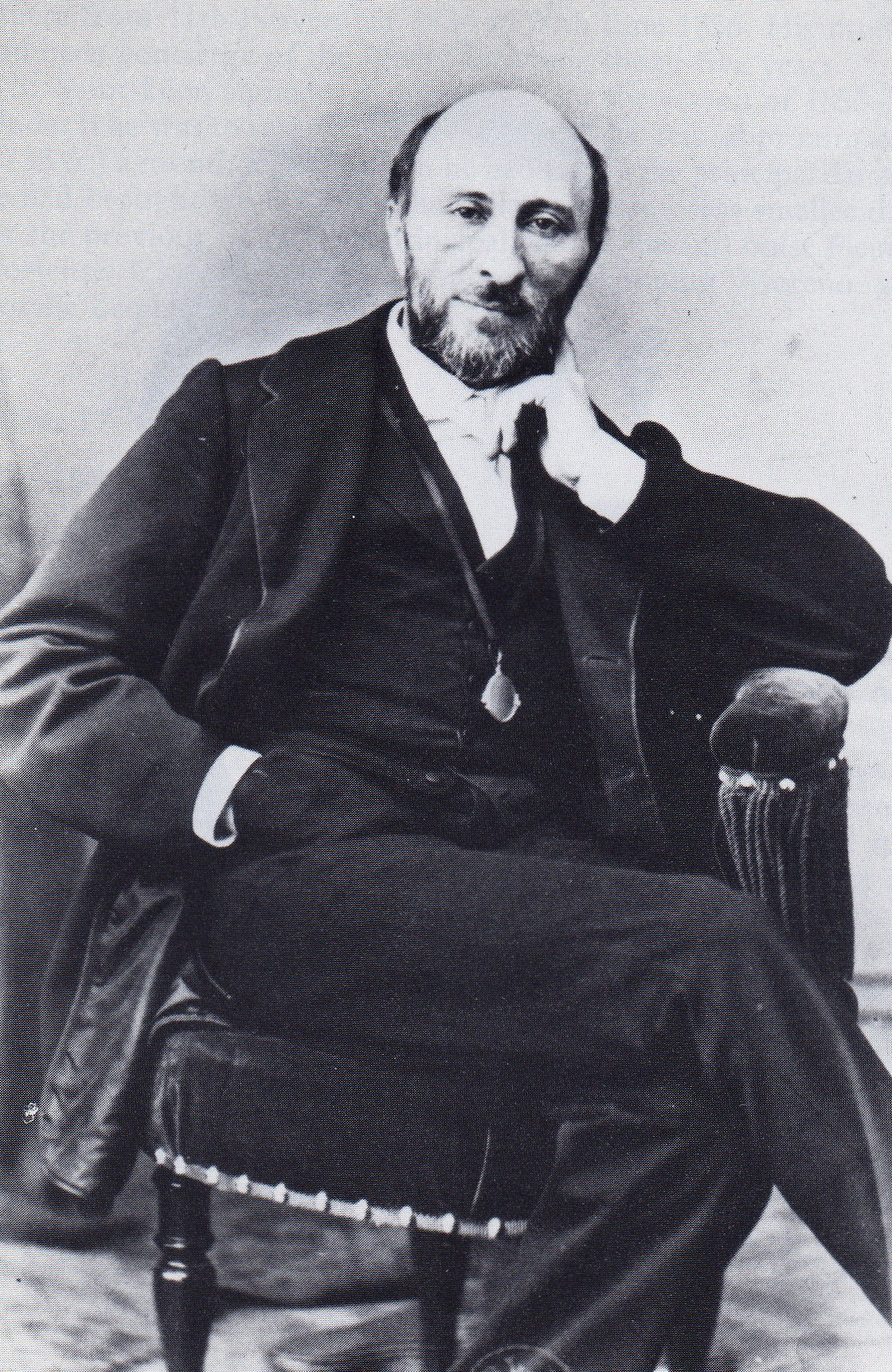
アルテュール・サン＝レオン（1865年頃、パリ）
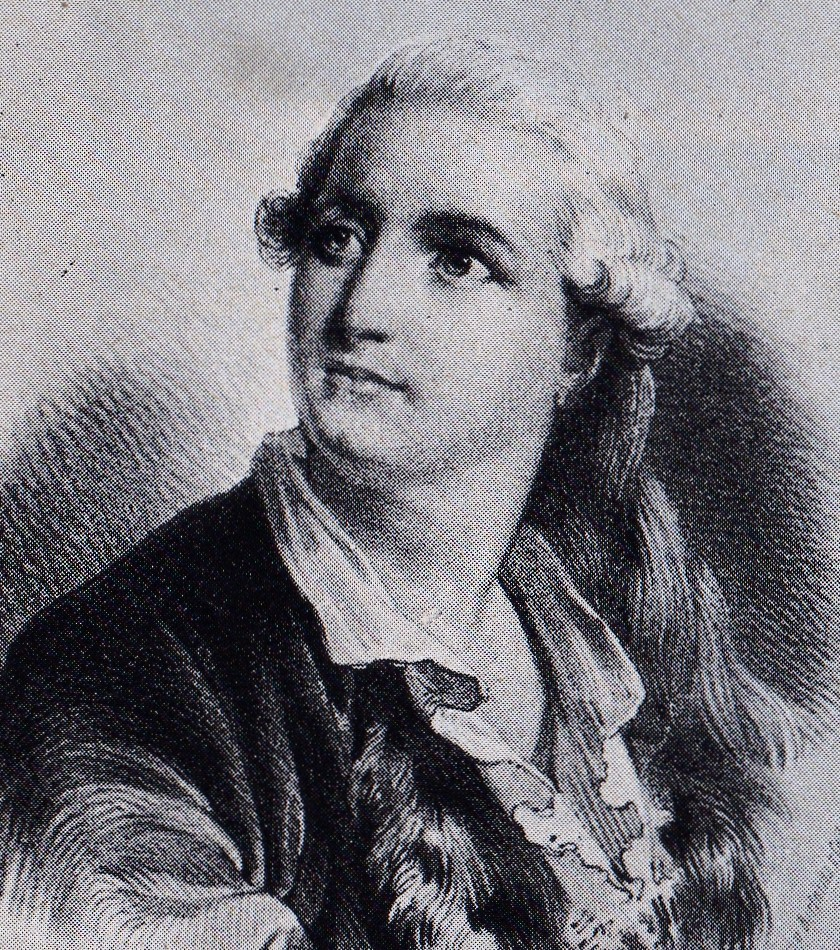
ジャン・ドーベルヴァル（1790年頃、パリ）
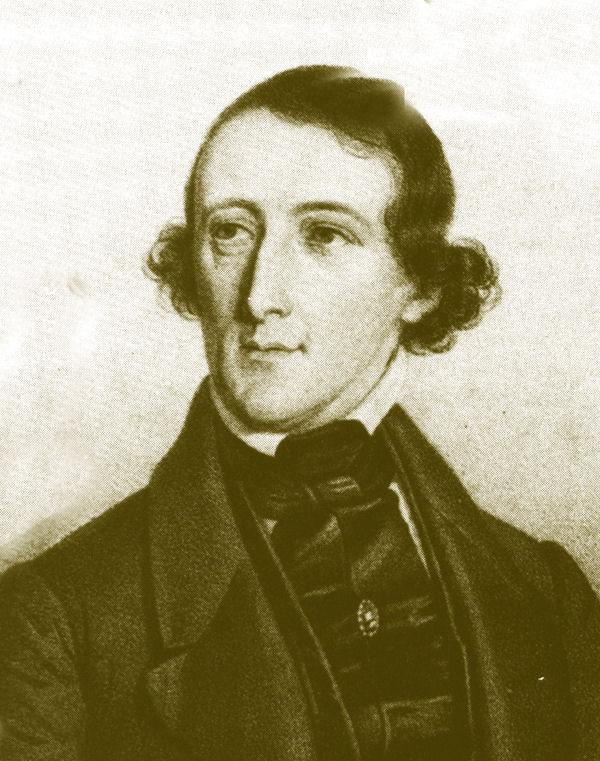
オーギュスト・ブルノンヴィル（1841年）